# 가운데땅의 등장인물 목록
존 로널드 루엘 톨킨의 가운데땅과 관련된 소설의 등장인물 목록이다. 이 목록에는 가운데땅과 관련된 모든 이름을 등재하며, 잘 알려지지 않은 이름은 잘 알려진 이름으로 연결을 했다. 예로, 미스란디르와 올로린은 모두 간달프로 연결이 된다. 그리고, 현지화 방침에 따라 빌보 배긴스와 프로도 배긴스는 각각 골목쟁이네 빌보와 골목쟁이네 프로도로 연결이 되는 식으로 표기를 했다.
바로가기:
ㄱ
ㄴ
ㄷ
ㄹ
ㅁ
ㅂ
ㅅ
ㅇ
ㅈ
ㅊ
ㅋ
ㅌ
ㅍ
ㅎ

## ㄱ
- 가밀 자락
- 간달프
- 갈도르
- 갈라드리엘
- 강노루네 메리아독
- 게스론
- 겔미르
- 고르사우르
- 고르솔
- 고를림
- 고스모그
- 골룸
- 골목쟁이네 빌보
- 골목쟁이네 프로도
- 구일린
- 군도르
- 귄도르
- 그리마
- 그리스니르
- 글라우룽
- 글로레델
- 글로르핀델
- 글리루인
- 기밀-조르
- 길 갈라드
- 길 에스텔
- 김리

## ㄴ
- 나모
- 네르다넬
- 네이산
- 넬라스
- 넷사
- 니니엘
- 니에노르
- 니엔나
- 님로스

## ㄷ
- 다그니르
- 다그니르 글라우룽가
- 다이론
- 다이루닌
- 데네소르
- 도르로민의 여주인
- 도를라스
- 도를로스
- 두린
- 디르하벨
- 디오르

## ㄹ
- 라그노르
- 라그니르
- 라다가스트
- 라드루인
- 라르나크
- 라바달
- 라이퀜디
- 랄라이스
- 레골라스
- 렌웨
- 로르간
- 로리엔
- 로리엔
- 로멜린데
- 로미엔
- 루민
- 루시엔
- 리안
- 린도리에

## ㅁ
- 마고르
- 마글로르
- 마라크
- 마르딜
- 마블룽
- 마이글린
- 마이드로스
- 마한
- 마흐탄
- 만도스
- 만웨
- 말라크
- 메넬딜
- 메리
- 멜레군드
- 멜리안
- 멜코르
- 모르고스
- 모르메길
- 모르웬
- 모르웬 엘레드웰
- 미리엔
- 미스란디르
- 밈

## ㅂ
- 바라군드
- 바라히르
- 바르다
- 바우글리르
- 발린
- 베렌
- 베오르
- 벨레군드
- 벨레그
- 보로미르
- 브란디르
- 브레고르
- 브레골라스
- 브롯다
- 빌보 배긴스

## ㅅ
- 사도르
- 사루만
- 사우론
- 사이로스
- 샘와이즈 감지
- 세오덴
- 수린
- 소론도르
- 싱골
- 스란두일
- 스마우그

## ㅇ
- 아가르와인
- 아다네델
- 아라고른(아라곤)
- 아레델
- 아르미나스
- 아르웬 운도미엘
- 아스곤
- 아이린
- 아자그할
- 안드로그
- 알군드
- 앙그로드
- 에루
- 에아렌딜
- 에오메르
- 에오윈
- 에올
- 에일리넬
- 엑셀리온
- 엔트
- 엘레드웬
- 엘렌딜
- 엘론드
- 오로드레스
- 오를레그
- 오크
- 올로린
- 옷세
- 우르웬
- 우르크 하이
- 우마르스
- 울도르
- 울라드
- 울모
- 이분
- 이실두르
- 인도르

## ㅋ
- 캄로스트
- 켈레보른
- 켈레브림보르
- 쿠루니르
- 쿠루핀
- 쿠살리온
- 크힘
- 키르단

## ㅌ
- 텔카르
- 투람바르
- 투르곤
- 투린
- 투오르
- 티누비엘

## ㅍ
- 파라미르
- 파일리브린
- 툭 집안 페레그린
- 페아노르
- 펠라군드
- 포르웨그
- 프로도 배긴스
- 피나르핀
- 피핀
- 핀두일라스
- 핀로드
- 핀웨
- 핑곤
- 핑골핀

## ㅎ
- 하도르
- 하레스
- 한디르
- 할디르
- 할레스
- 할미르
- 후린
- 후오르
- 훈소르

바로가기:
ㄱ
ㄴ
ㄷ
ㄹ
ㅁ
ㅂ
ㅅ
ㅇ
ㅈ
ㅊ
ㅋ
ㅌ
ㅍ
ㅎ